# Kasy (huyện)
Kasy là một huyện (muang, mường)  thuộc tỉnh Tỉnh Viêng Chăn ở trung  Lào .
Nhiệt độ trung bình của Kasy là 20 °C.  Tháng ấm áp nhất là tháng 4, ở 24 °C và tháng 12 lạnh nhất, ở 18 °C. Lượng mưa trung bình là 2.551mm mỗi năm. Tháng ẩm ướt nhất là tháng 8, với lượng mưa 527mm và tháng 2 khô càn nhất chỉ với 9mm.